# Бискупец (гмина, Ольштынский повет)
Бискупец (пол. Biskupiec) — гмина (уезд) в Польше, входит как административная единица в Ольштынский повят, Варминьско-Мазурское воеводство. Население — 19 030 человек (на 2004 год).

## Территория
Согласно данным за 2007 год площадь гмины составляла 290.38 км², в том числе:
- пахотные земли 56,00 %
- леса 25,00 %

## Демография
Данные по переписи 2004 года:
| Перепись                       | Всего   | Всего | Женщины | Женщины | Мужчины | Мужчины |
| ------------------------------ | ------- | ----- | ------- | ------- | ------- | ------- |
| Единицы                        | человек | %     | человек | %       | человек | %       |
| Население                      | 19 030  | 100   | 9737    | 51,2    | 9293    | 48,8    |
| Плотность населения (чел./км²) | 65,5    | 65,5  | 33,5    | 33,5    | 32      | 32      |

## Сельские округа
1. Бесово
2. Бесувко
3. Бискупец-Колёня-Друга
4. Борки-Вельке
5. Ботово
6. Бредынки
7. Червонка
8. Дрошево
9. Камёнка
10. Кобулты
11. Койтрыны
12. Лябушево
13. Липово
14. Лабухы
15. Мойтыны
16. Найдымово
17. Нове-Марцинково
18. Парлеза-Велька
19. Рашонг
20. Рудзиска
21. Руклавки
22. Жецк
23. Садово
24. Станцлево
25. Стрыево
26. Венгуй
27. Вилимы
28. Забродзе
29. Зарембец

## Прочие поселения
1. Адамово
2. Бискупец-Колёня-Первша
3. Бискупец-Колёня-Тшеча
4. Боречек
5. Букова-Гура
6. Хмелювка
7. Дембово
8. Двожец
9. Дымер
10. Генсиково
11. Янушево
12. Юзефово
13. Крамарка
14. Лонка-Дымерска
15. Насы
16. Парлеза-Мала
17. Первуй
18. Пудлёнг
19. Розвады
20. Садлово
21. Вулька-Велька
22. Замечек
23. Завада
24. Заздрость

## Соседние гмины
1. Гмина Барчево
2. Гмина Дзвежуты
3. Гмина Езёраны
4. Гмина Кольно
5. Гмина Сорквиты